# Антианира
Антиани́ра (др.-греч. Ἀντιάνειρα) — в греческой мифологии предводительница амазонок после гибели царицы Пенфесилеи. Дж. Блок рассматривает её имя как субстантивацию эпитета амазонок antianeirai у Гомера («равные мужчинам»).
Погибла в сражении со скифами, которые уговаривали амазонок сойтись с ними, поскольку у них целы руки и ноги, тогда как своих мужей амазонки калечили, ломая им бедро или локоть. И. Р. Маразов видит в «ломании колена» фаллическую ассоциацию.
Легендарный ответ Антианиры — «лучше всех трахается хромой (др.-греч. ἄριστα χωλὸς οἰφεῖ )» — стал популярной пословицей, упоминаемой рядом античных авторов с разной степенью подробности изложения, впервые её приводил историк Дурис, на которого ссылается Фотий в «Лексиконе», и паремиографы Павсаний, Диогениан, Псевдо-Плутарх и Макарий Хрисокефал, а также Афиней, Евстафий и схолии к Феокриту.
В собрании Кока эта фраза считается фрагментом неизвестной комедии. В поздних рукописях фраза приписывается поэту архаической эпохи Мимнерму, но Д. Гербер отмечает, что текст ямбический, а нет свидетельств, что Мимнерм использовал этот размер, так что он мог адаптировать рассказ к размеру элегии или использовал более общий сюжет. Атрибуцию Мимнерма неопределённой считает и Дж. Блок.